# Абкович, Рафаэль Авраамович
Рефаэ́ль Абко́вич (пол. Rafał Abkowicz; 16 марта 1896, Троки, Виленская губерния — 12 сентября 1992, Вроцлав) — последний польский газзан, основатель Вроцлавской кенассы. Участник Первой мировой войны.

## Биография
Родился 16 марта 1896 года в Троках в караимской семье. Отец — Авраам-Самуэль Ананьевич Абкович (ум. 1941), младший сын трокского газзана Анании Давидовича Абковича (1817—1876) и Сары Авраамовны Лаврецкой, переплётчик; мать — Эстер-Мириам Аранович. Имел братьев Михаила, Иосифа и двух сестёр — Нину (в замужестве Мардкович) и Софию (в замужестве Фиркович). В 1911 году окончил 4 класса школы в Тракае и начал работать в местном казначействе. В то же время он готовился к сдаче экзаменов и изучал теологию при караимском духовном управлении. Его учителями были газзаны Богуслав Фиркович и Захарья Мицкевич.

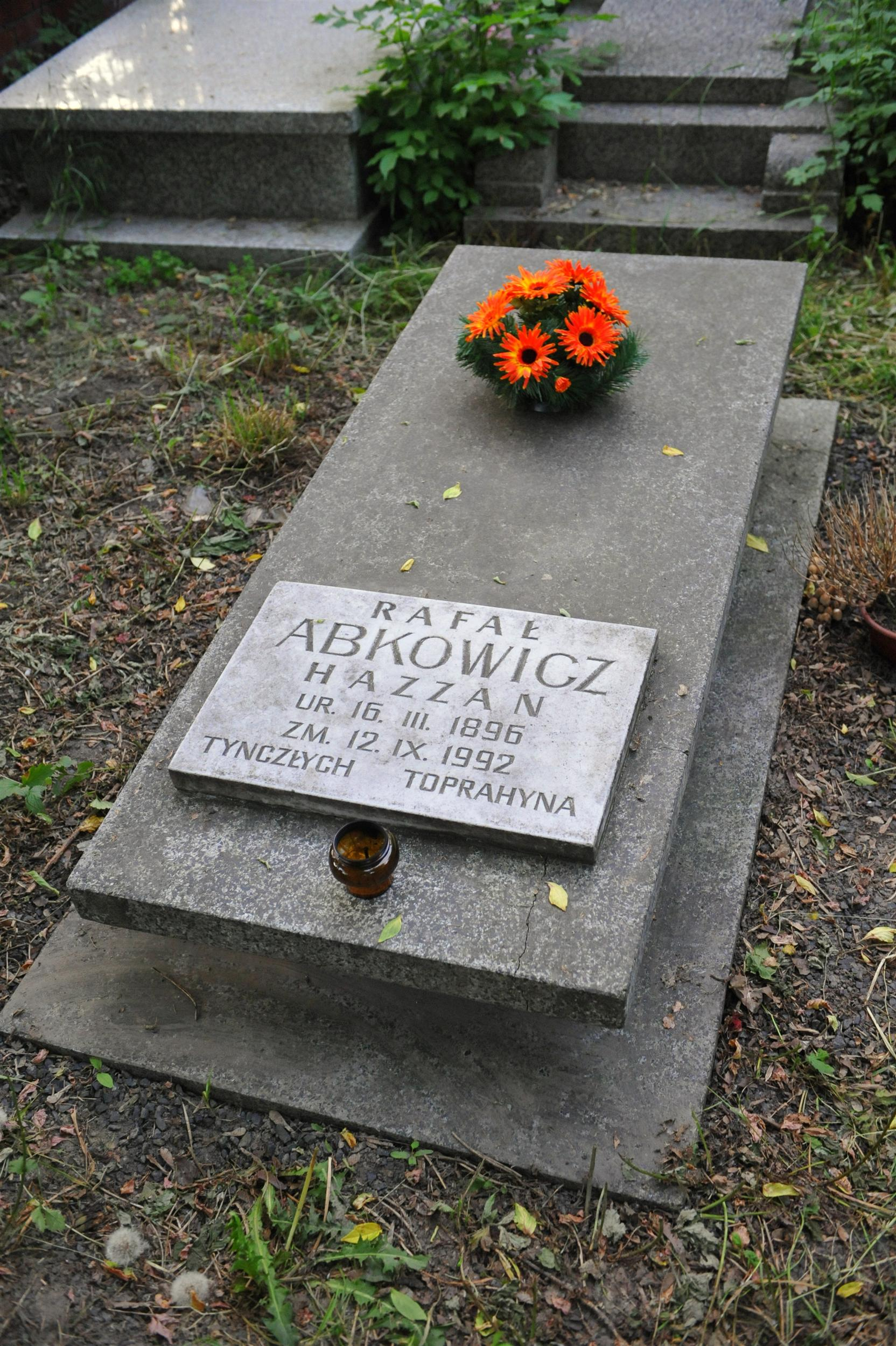
Надгробие на могиле Рафаэля Абковича на караимском кладбище в Варшаве

В июле 1915 года призван в русскую армию добровольцем и после окончания офицерской школы в Москве в марте 1916 года был направлен в 177-й Изборкский пехотный полк, в рядах которого участвовал в Первой мировой войне на Северном фронте под Ригой, в качестве солдата, командира роты до 31 декабря 1917 года, т. е. до объявления всеобщей демобилизации русской армии. После демобилизации уехал в Москву и до сентября 1918 года был заместителем начальника тюрьмы города Каширы Тульской области. В октябре 1918 года, получив соответствующие документы, решил вернуться в Тракай. Тем временем нашёл в Харькове эвакуированных членов своей семьи: тётю Анну Каплоновскую, отца, брата Иосифа и сестру Нину, вместе с которыми в 1919 году вернулся к Тракай. Там он решил организовать мидраш (караимскую религиозную школу). В 1919 году польские войска вступили в Тракай, была сформирована школьная инспекция и назначена должность старосты. По инициативе Абковича была создана школа для караимских детей с польским языком обучения, где он преподавал основы караимского вероучения и караимского языка. Эта школа работала до августа 1920 года.
В феврале 1919 года под покровительством Захарьи Мицкевича стал рибби, а в июне того же года был избран на должность младшего газзана. В 1920 году подал в отставку с этой должности и до 1925 года работал в бюро помощником бухгалтера. В том же году был избран советником мэра в Тракае, а в 1925—1927 годах работал секретарём магистрата. В 1927—1929 годах преподавал караимские язык и религию в Вильнюсе. В 1929—1938 годах служил газзаном и преподавателем религии в Луцке, а в 1938—1946 годах занимал эти должности в Вильнюсе. В 1938 году стал членом Общества любителей истории и литературы караимов в Вильнюсе.
После окончания Второй мировой войны, в марте 1946 года, вместе с женой и младшими сыновьями отправился в Польшу, т. к. старшие сыновья, добровольно вступившие в польскую армию, имели право перевезти свою семью в Польшу. Рафал устроился на работу бухгалтером на сахарный завод в Лагевниках. В июле 1946 года вместе с женой и младшим сыном Габриэлем они переехали во Вроцлав. Организовал караимское самоуправление (пол. Karaimską Gminę Wyznaniową), а в своей квартире, ставшей единственной кенассой послевоенной Польши, до 1989 года проводил богослужения. Таким образом, он был единственным газзаном в послевоенной Польше. Помимо этого работал бухгалтером до выхода на пенсию в 1958 году.
Умер в 1992 году и был похоронен на караимском кладбище в Варшаве по адресу пол. ulicy Redutowej 34.

## Семья
Жена с 1920 — Наталья Абкович (1901—1986), дочь трокского газзана Богуслава Фирковича. Имели четыре сына и дочь: Богуслав (Боас) (1921—2004), Эмануэль (1923—2009), Михал (1925—1983), Анна Пелагия (1928—1930) и Габриэль (1934—2017).
Внучка, дочь Богуслава Абковича — Мариоля Абкович (1964 г.р.) является председателем Союза польских караимов и редактором караимского журнала «Awazymyz».